# جوزيف أكويلينا
جوزيف أكويلينا (7 أبريل 1911 - 8 أغسطس 1997) كاتب ولغوي مالطي ولد في مونكسار.

## التعليم
تخرج أكويلينا أولاً بدرجة البكالوريوس في الآداب ثم كمحامي من جامعة مالطا. بين عامي 1937 و 1940 قرأ فقه اللغة السامية المقارن في جامعة لندن حيث حصل على درجة الدكتوراه.

## المسار مهني
من بين المناصب البارزة التي شغلها أكويلينا كأستاذ متفرغ في جامعة مالطا، شغل منصب عميد كلية الآداب.
وتشمل أعمال أكويلينا العديدة الروايات والمقالات الفلسفية، الدراسات النقدية، والدراما، وأوراق اللغوية والكتب الدينية، له أعظم ما أبدع كونه المالطي – قاموس اللغة الإنجليزية.

## سيرة ذاتية جزئية
- علم نفسك المالطية. علم نفسك الكتب، هودر وستوتون، لندن 1965 ؛ الانطباع السادس 1985
- قاموس مقارن للأمثال المالطية، 1972
- أوراق في اللغويات المالطية. جامعة مالطا
- مسح للغة المالطية المعاصرة (بالاشتراك مع ب. إيسرلين) جوزو / ليدز1981
- تويمي حجة [الإيمان والحياة]، 1984
- المالطية – قاموس اللغة الإنجليزية، الأول والثاني،كتب ميدسي، مالطا، 1987 – 1990، 1673 صفحة

## روابط خارجية
- مقال ألمالتى
- سيرة ذاتية باللغة المالطية